# Montamisé
Montamisé is een gemeente in het Franse departement Vienne (regio Nouvelle-Aquitaine) en telt 2615 inwoners (1999). De plaats maakt deel uit van het arrondissement Poitiers.

## Geografie
De oppervlakte van Montamisé bedraagt 31,8 km², de bevolkingsdichtheid is 82,2 inwoners per km².
De onderstaande kaart toont de ligging van Montamisé met de belangrijkste infrastructuur en aangrenzende gemeenten.

## Demografie
Onderstaande figuur toont het verloop van het inwonertal (bron: INSEE-tellingen).